# Eilao (kommunhuvudort)
Eilao är en kommunhuvudort i Spanien.   Den ligger i provinsen Province of Asturias och regionen Asturien, i den nordvästra delen av landet, 400 km nordväst om huvudstaden Madrid. Eilao ligger 419 meter över havet och antalet invånare är 565.
Terrängen runt Eilao är huvudsakligen kuperad, men den allra närmaste omgivningen är bergig. Runt Eilao är det glesbefolkat, med 9 invånare per kvadratkilometer. Närmaste större samhälle är Boal, 11,6 km norr om Eilao. I omgivningarna runt Eilao växer i huvudsak blandskog.